# Asilus melanotarsus
Asilus melanotarsus là một loài ruồi trong họ Asilidae. Asilus melanotarsus được Lichtenstein miêu tả năm 1796. Loài này phân bố ở vùng nhiệt đới châu Phi.